# Восточная экономико-юридическая гуманитарная академия
Восточная экономико-юридическая гуманитарная академия — один из крупнейших негосударственных вузов в России по состоянию на 2012 год.

## История
Вуз основан в 1993 году под названием Восточного института экономики, гуманитарных наук, управления и права (ВЭГУ).
По данным мониторинга Минобрнауки 2015 года, в академии обучалось 6700 студентов, из них по программам очного обучения — 393.
Академия имела широкую сеть филиалов, расположенных на территории Российской Федерации и других стран, однако по состоянию на 2016 год действующую лицензию на образовательную деятельность имеет только головная в Уфе. Согласно результатам независимой оценки качества образовательной (НОКО) деятельности вузов, подготовленной при поддержке Министерства образования и науки РФ, основывающейся на открытости и доступности информации о деятельности учебных заведений, Восточная экономико-юридическая гуманитарная академия вошла в Перечень лучших вузов РФ в 2017 году.

## Структура
По состоянию на 2016 год в состав академии входит пять институтов:
- Юридический институт;
- Институт психологии и социально-культурной работы и журналистики;
- Институт экономики, информатики и управления;
- Институт современных технологий образования;
- Институт дополнительного образования.

С 1995 года академия выпускает научный журнал по социально-экономическим, общественным и гуманитарным наукам «Вестник ВЭГУ», входящий в Перечень рецензируемых научных журналов ВАК Миобрнауки РФ.